# On Your Side
On Your Side — другий альбом норвезького співака та копозитора Евена Йохансена. Крім власних композицій в альбом також входить кавер-версія пісні Боба Ділана «Lay Lady Lay»

## Список композицій
1. «Everything's Perfect» — 3:58
2. «Last Day of Summer» — 4:41
3. «Where Happiness Lives» — 3:36
4. «On Your Side» — 5:26
5. «The Day We Left Town» — 3:59
6. «Nothing Hurts Now» — 3:47
7. «Lay Lady Lay»- 4:38
8. «Overjoyed» — 4:30
9. «I'll Come Along» — 4:23
10. «My Darling Curse» — 4:32
11. «Smile To The World» — 6:03
12. «Chasing Dreams» — 4:22
13. «Wish Me Well» — 3:09
14. «Little Miss More Or Less» — 3:49

## Сингли
Наступні композиції вийшли у вигляді окремих синглів:
- «Where Happiness Lives» в синглі Where Happiness Lives
- «Chasing Dreams» в синглі Chasing Dreams
- «The Day We Left Town» в синглі The Day We Left Town
- «Last Day of Summer» в синглі Last Day of Summer
- «Lay Lady Lay» в синглі Lay Lady Lay